# Rakeahua (rivière)
Le fleuve Rakeahua  (en anglais : Rakeahua River) est un cours d’eau de l’Île Stewart/Rakiura en Nouvelle-Zélande, s’écoulant dans le golfe de  Paterson